# Pirámide de Jentkaus I
La pirámide de Jentkaus I es parte del complejo funerario de la reina Jentkaus I en la necrópolis de Guiza. A veces se hace referencia a ella como la Cuarta Pirámide. Lleva el número 100 en la lista de monumentos funerarios elaborada por Lepsius, y fue excavada e identificada por Selim Hassan en los años 1932 y 1933.

## Descripción

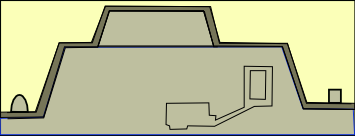
Sección de la pirámide, con las cámaras interiores.

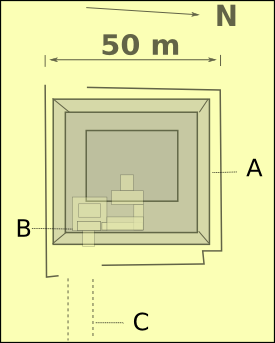
Plano de la pirámide:
A: tumba,
B: cámara funeraria,
C: calzada procesional.

De 45,5 x 45,8 de planta y con 16,7 m de altura (actual), esta tumba tiene actualmente dos alturas y está construida sobre un afloramiento rocoso. Resulta difícil saber si en origen era una pirámide escalonada o una mastaba de grandes dimensiones y varias alturas. Fue construida en dos fases, y responde a dos proyectos diferentes. 
- El primer monumento es cuadrado, utilizando la roca caliza como base, una especie de gigantesca mastaba cuya capilla funeraria está al este y que tiene acceso a través de la roca. Sus muros tienen una inclinación de 74°.
- Un segundo proyecto superpuso un edificio rectangular al primero, lo que da una apariencia única al monumento.

El volumen de bloques de piedra utilizado fue enorme, y todo ello estaba recubierto de piedra caliza de Tura. El monumento está acompañado de un templo funerario unido, de un muro que rodeaba el conjunto y de una calzada que lo unía al Templo del Valle de Menkaura. 
Se accede a las cámaras funerarias de la reina por un corredor que se abrió en el lado oriental, algo inusual en las pirámides de las reinas, que se explica si el monumento no tenía previsto esa finalidad. La disposición interna es más compleja de lo habitual, lo que aboga por la importancia que se dio a la reina, enlace dinástico entre la cuarta y la quinta dinastías. Esta importancia de Jentkaus explica el privilegio de que tuviese un complejo funerario independiente.
Alrededor de la pirámide se construyeron las tumbas para los cortesanos, así como las de los sacerdotes encargados de su culto, que se mantuvo durante todo el Imperio Antiguo.

## Complejo funerario
La pirámide tiene un pequeño templo funerario en el lado este de la pirámide, con una sala de ofrendas y otra reservada para la puerta falsa. El templo era accesible por una calzada que sube desde el Nilo. No hay rastro alguno de un Templo del Valle, lo que sugiere que se utilizó el de Menkaura, situado al lado del extremo de la calzada.  
Junto a la calzada se creó una ciudad de sacerdotes con tierras de cultivo, que se extendía de este a oeste formando un ángulo recto hacia el sur, en dirección al templo de Menkaura. El hecho de que estas casas se construyesen en el desierto ha mantenido sus cimientos y algunas paredes lo suficiente como para estudiarlas y levantar un plano. La cerámica encontrada indica que el culto a la reina se mantuvo durante las dinastías quinta y sexta.  
Los resultados de las excavaciones y estudios coinciden en que el cambio de proyecto coincidió con el fin de la cuarta dinastía. La voluntad de destacar la importancia de la fallecida reina, pariente de los faraones anteriores, que como Gran Esposa Real transmitió los derechos a la nueva dinastía. Entre sus títulos se encuentran el de Hija del Rey (sat-niswt) y el de Madre de los dos Reyes del Alto y Bajo Egipto (mw.t nsw-bi.ty), algo que su hijo quería dejar muy claro: está grabado en la entrada, junto a una representación de la reina con cetro, ureus y barba ceremonial.

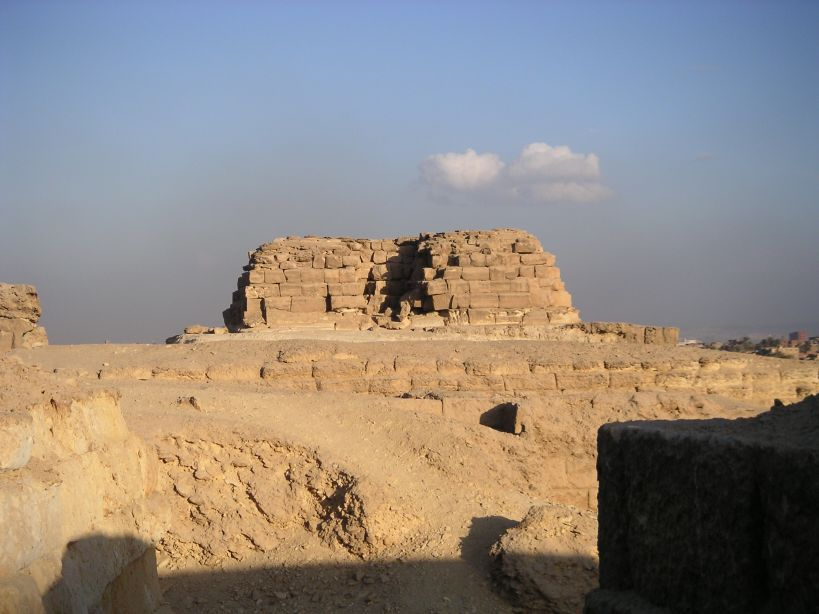
Vista desde el Oeste de la pirámide de Jentkaus I en Guiza.
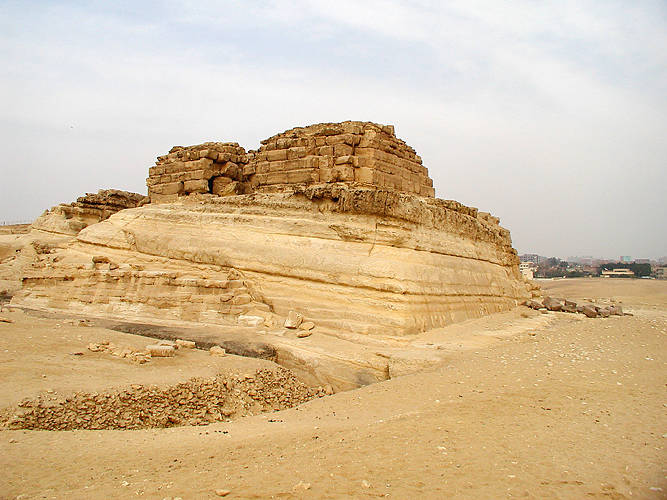
Otra vista de la pirámide de Jentkaus I en Guiza.

### Citas
1. ↑  Parra Ortiz: op. cit.
2. ↑   mw.t nsw-bi.ty: | M23 · X1 | L2 · X1 | M23 · X1 | L2 · X1 | X1\| | también se ha traducido como El Rey del Alto y Bajo Egipto y la Madre del rey del Alto y Bajo Egipto.
3. ↑  Torre Suarez y Soria Trastoy: op. cit.